# Andrej Markov (lední hokejista)
Andrej Viktorovič Markov (rusky Андрей Викторович Марков, * 20. prosince 1978, Voskresensk, SSSR) je bývalý ruský hokejový obránce hrající v severoamerické National Hockey League (NHL) za tým Montreal Canadiens, který ho v roce 1998 draftoval ze 162. pozice, a jenž se stal jeho jediným v zámořské nejvyšší soutěži.

## Hráčská kariéra
Poté, co byl považován za jednoho z nejlepších obránců v Rusku v roce 2000, odjel do Severní Ameriky, kde částečně nastupoval v National Hockey League (NHL) za Montreal Canadiens a jejich farmářský tým Quebec Citadelles v American Hockey League (AHL). Po zlepšení jeho obranné hry si vytvořil stálou pozici v základní sestavě Canadiens, kde je široce považován za jejich nejkomplexnějšího obránce.
Během výluky v NHL v sezóně 2004/05 nastupoval Markov za v ruské Superlize za mužstvo Dynamo Moskva.

## Klubové statistiky
| Sezona      | Klub               | Soutěž      | Základní část | Základní část | Základní část | Základní část | Základní část | Play off | Play off | Play off | Play off | Play off |
| Sezona      | Klub               | Soutěž      | Z             | G             | A             | B             | TM            | Z        | G        | A        | B        | TM       |
| ----------- | ------------------ | ----------- | ------------- | ------------- | ------------- | ------------- | ------------- | -------- | -------- | -------- | -------- | -------- |
| 1995/96     | Chimik Voskresensk | RSL         | 38            | 0             | 0             | 0             | 14            | —        | —        | —        | —        | —        |
| 1996/97     | Chimik Voskresensk | RSL         | 43            | 8             | 4             | 12            | 32            | 2        | 1        | 1        | 2        | 0        |
| 1997/98     | Chimik Voskresensk | RSL         | 43            | 10            | 5             | 15            | 83            | —        | —        | —        | —        | —        |
| 1998/99     | Dynamo Moskva      | RSL         | 38            | 10            | 11            | 21            | 32            | 16       | 3        | 6        | 9        | 6        |
| 1999/00     | Dynamo Moskva      | RSL         | 29            | 11            | 12            | 23            | 28            | 17       | 4        | 3        | 7        | 8        |
| 2000/01     | Quebec Citadelles  | AHL         | 14            | 0             | 5             | 5             | 4             | 7        | 1        | 1        | 2        | 2        |
| 2000/01     | Montreal Canadiens | NHL         | 63            | 6             | 17            | 23            | 18            | —        | —        | —        | —        | —        |
| 2001/02     | Quebec Citadelles  | AHL         | 12            | 4             | 6             | 10            | 7             | —        | —        | —        | —        | —        |
| 2001/02     | Montreal Canadiens | NHL         | 56            | 5             | 19            | 24            | 24            | 12       | 1        | 3        | 4        | 8        |
| 2002/03     | Montreal Canadiens | NHL         | 79            | 13            | 24            | 37            | 34            | —        | —        | —        | —        | —        |
| 2003/04     | Montreal Canadiens | NHL         | 69            | 6             | 22            | 28            | 20            | 11       | 1        | 4        | 5        | 8        |
| 2004/05     | Dynamo Moskva      | RSL         | 42            | 7             | 16            | 23            | 76            | 10       | 2        | 0        | 2        | 22       |
| 2005/06     | Montreal Canadiens | NHL         | 67            | 10            | 36            | 46            | 74            | 6        | 0        | 1        | 1        | 4        |
| 2006/07     | Montreal Canadiens | NHL         | 77            | 6             | 43            | 49            | 56            | —        | —        | —        | —        | —        |
| 2007/08     | Montreal Canadiens | NHL         | 82            | 16            | 42            | 58            | 63            | 12       | 1        | 3        | 4        | 8        |
| 2008/09     | Montreal Canadiens | NHL         | 78            | 12            | 52            | 64            | 36            | —        | —        | —        | —        | —        |
| 2009/10     | Montreal Canadiens | NHL         | 45            | 6             | 28            | 34            | 32            | 8        | 0        | 4        | 4        | 0        |
| 2010/11     | Montreal Canadiens | NHL         | 7             | 1             | 2             | 3             | 4             | —        | —        | —        | —        | —        |
| 2011/12     | Montreal Canadiens | NHL         | 13            | 0             | 3             | 3             | 4             | —        | —        | —        | —        | —        |
| 2012/13     | HC Viťaz           | KHL         | 21            | 1             | 5             | 6             | 16            | —        | —        | —        | —        | —        |
| 2012/13     | Montreal Canadiens | NHL         | 48            | 10            | 20            | 30            | 14            | 5        | 0        | 1        | 1        | 0        |
| 2013/14     | Montreal Canadiens | NHL         | 81            | 7             | 36            | 43            | 34            | 17       | 1        | 9        | 10       | 38       |
| 2014/15     | Montreal Canadiens | NHL         | 81            | 10            | 40            | 50            | 38            | 12       | 1        | 1        | 2        | 8        |
| 2015/16     | Montreal Canadiens | NHL         | 82            | 5             | 39            | 44            | 38            | —        | —        | —        | —        | —        |
| 2016/17     | Montreal Canadiens | NHL         | 62            | 6             | 30            | 36            | 16            | 6        | 0        | 1        | 1        | 10       |
| 2017/18     | Ak Bars Kazaň      | KHL         |               |               |               |               |               |          |          |          |          |          |
| NHL celkově | NHL celkově        | NHL celkově | 990           | 119           | 453           | 572           | 505           | 89       | 5        | 27       | 32       | 56       |

### Reprezentační statistiky
| 1997            | Rusko 20        | MSJ             | 6  | 0 | 1  | 1  | 2  | Bronzová medaile |
| 1998            | Rusko 20        | MSJ             | 7  | 3 | 2  | 5  | 6  | Stříbrná medaile |
| 1999            | Rusko           | MS              | 6  | 1 | 4  | 5  | 2  | 5. místo         |
| 2000            | Rusko           | MS              | 6  | 0 | 2  | 2  | 0  | 11. místo        |
| 2004            | Rusko           | SP              | 2  | 0 | 1  | 1  | 2  | 5. místo         |
| 2005            | Rusko           | MS              | 9  | 1 | 4  | 5  | 20 | Bronzová medaile |
| 2006            | Rusko           | ZOH             | 8  | 1 | 2  | 3  | 6  | 4. místo         |
| 2007            | Rusko           | MS              | 8  | 3 | 5  | 8  | 2  | Bronzová medaile |
| 2008            | Rusko           | MS              | 6  | 0 | 2  | 2  | 4  | Zlatá medaile    |
| 2010            | Rusko           | ZOH             | 4  | 0 | 2  | 2  | 0  | 6. místo         |
| 2014            | Rusko           | ZOH             | 5  | 0 | 2  | 2  | 0  | 5. místo         |
| 2016            | Rusko           | SP              | 4  | 0 | 0  | 0  | 6  | 4. místo         |
| Junioři celkově | Junioři celkově | Junioři celkově | 13 | 3 | 3  | 6  | 8  |                  |
| Senioři celkově | Senioři celkově | Senioři celkově | 58 | 6 | 24 | 30 | 42 |                  |

#### Profily
- Andrej Markov – statistiky na Hockeydb.com (anglicky)
- Andrej Markov – statistiky na Elite Prospects (anglicky)
- Andrej Markov – statistiky na NHL.com